# Ksar Zorgane
Ksar Zorgane, Ksar Chgeyeg ou Ksar Jedid est un ksar de Tunisie situé dans le gouvernorat de Tataouine.

## Localisation
Situé dans la plaine de la Djeffara, le ksar est la propriété de la famille Nouayli. Il a une forme ovale de 80 mètres sur 100.

## Histoire
Le site est relativement récent puisqu'il est aménagé en 1907 selon Kamel Laroussi.

## Aménagement
Le ksar compte 120 ghorfas, Laroussi en comptant 140. Le tout est réparti majoritairement sur un étage, seuls 17 ghorfas occupant deux étages.
Le site est abandonné et au moins 27 ghorfas se sont effondrées. L'ensemble est menacé par l'ensablement.